# Yasmani Copello
Yasmani Copello Escobar (Havana, 15 april 1987) is een Cubaans-Turks atleet, die zich heeft toegelegd op de 400 m horden. Op dit onderdeel kwam hij tweemaal voor Turkije uit op de Olympische Spelen en behaalde hierbij eenmaal een bronzen medaille. Bovendien veroverde hij hierop eenmaal een Europese titel. 
Copello is een geboren Cubaan en werd in 2013 tot Turk genationaliseerd om voor dit land uit te kunnen komen.

## Biografie

### Eerste jaren
Copello begon met atletiek toen hij teenager was. In 2006 werd hij voor het eerst vierde op de 400 m horden tijdens de Cubaanse atletiekkampioenschappen en vijfde op de Cubaanse Olympische Spelen. Het jaar erna verbeterde hij zijn persoonlijk beste prestaties op de 400 m tot 47,48 s en op de 400 m horden tot 50,43 s. Zijn eerste internationale optreden vond dat jaar plaats tijdens de ALBA Games, een multi-sport evenement, dat tweejaarlijks wordt georganiseerd door de Bolivarian Alliance for the Americas (ALBA). Hier veroverde hij de zilveren medaille op de 400 m horden in 49,99. Bovendien maakte hij daar deel uit van het Cubaanse team dat goud won op de 4 × 400 m estafette. In 2008 was hij opnieuw lid van dit Cubaanse estafetteteam dat op de Ibero-Amerikaanse kampioenschappen de titel veroverde. Bij de Centraal-Amerikaanse en Caribische (CAC-)kampioenschappen dat jaar werd hij vervolgens tweede op de 400 m horden. Naar de Olympische Spelen van Peking werd hij echter niet uitgezonden, ook al had Cuba hem daar aanvankelijk wel voor genomineerd.

### Vervolg en overgang naar Turkije
In 2009 herhaalde Copello bij de ALBA Games zijn prestaties van twee jaar eerder: zilver op de 400 m horden en goud op de 4 × 400 m. Bij de CAC-kampioenschappen was hij deze keer echter minder succesvol met slechts een vijfde plaats op de 400 m horden, al geldt te zijner verdediging dat alle drie de finalisten van de wereldkampioenschappen van 2009 hier voor hem finishten. Overigens verbeterde hij dat jaar zijn PR's op de zowel de 200 m (21,44), de 400 m (46,77) als de 400 m horden (49,56).
In de jaren 2010 en 2011 kwam hij slechts enkele malen in zijn geboorteland in actie, waarna hij in 2012 besloot om zich te vestigen in Turkije. Daar nam hij als lid van Fenerbahçe Athletics deel aan de nationale clubkampioenschappen. In 2013 verbeterde hij zijn indoor-PR op de 400 m horden naar 49,54, wat tevens een Cubaans record was. Deze tijd was sneller dan zijn outdoor-PR op dit onderdeel, een vrij uitzonderlijke situatie voor een 400 meter hordeloper.

## Titels
- Europees kampioen 400 m horden - 2016
- Ibero-Amerikaans kampioen 4 × 400 m estafette - 2008
- Balkan kampioen 400 m horden - 2015, 2023
- Balkan kampioen 4 × 400 m estafette - 2014, 2015, 2016
- Middellandse Zeespelen kampioen 400 m horden - 2022
- Turks kampioen 400 m horden - 2014, 2015

## Persoonlijke records
Outdoor
| Onderdeel    | Prestatie          | Datum            | Plaats  |
| ------------ | ------------------ | ---------------- | ------- |
| 200 m        | 21,44 s            | 14 februari 2009 | Havana  |
| 300 m        | 32,53 s            | 18 juli 2020     | Ankara  |
| 400 m        | 46,77 s            | 13 februari 2009 | Havana  |
| 110 m horden | 14,35 s (+1,9 m/s) | 5 juli 2008      | Cali    |
| 400 m horden | 47,81 s (NR)       | 9 augustus 2018  | Berlijn |

Indoor
| Onderdeel | Prestatie | Datum           | Plaats   |
| --------- | --------- | --------------- | -------- |
| 200 m     | 21,99 s   | 21 januari 2012 | Zaragoza |

## Palmares

### 400 m horden
- 2008:  CAC-kamp. - 50,08 s
- 2014:  Turkse kamp. - 50,95 s
- 2015:  Turkse kamp. - 51,05 s
- 2015:  Balkan kamp. - 50,19 s
- 2015: 6e WK - 48,96 s
- 2016:  EK - 48,98 s
- 2016:  OS - 47,92 s
- 2017:  WK - 48,49 s
- 2018:  EK - 47,81 s
- 2018: 4e Wereldbeker in Ostrava - 48,65 s
- 2019: 6e WK - 48,25 s
- 2021: 6e OS - 47,81 s
- 2022:  Middellandse Zeespelen - 48,27 s
- 2022:  EK - 48,78 s
- 2023:  Balkan kamp. - 48,71 s

Diamond League-overwinningen
- 2016:  Bislett Games - 48,79 s
- 2019:  Birmingham Grand Prix - 49,08 s

### 4 × 400 m
- 2008:  Ibero-Amerikaanse kamp. - 3.03,22
- 2014:  Balkan kamp. - 3.07,41
- 2015:  Balkan kamp. - 3.06,55
- 2016:  Balkan kamp. - 3.04,21